# La Magdalena (Monterrey)
La Magdalena (llamada oficialmente Santa María da Madanela) es una parroquia y un lugar del municipio español de Monterrey, en la provincia de Orense, Galicia.

## Toponimia
La parroquia también es conocida por el nombre de Santa María Magdalena.

## Organización territorial
La parroquia está formada por una entidad de población:
- A Madanela

## Demografía
Gráfica demográfica del lugar y parroquia de La Magdalena según el INE español:
| Gráfica de evolución demográfica de La Magdalena entre 2000 y 2022 |
|                                                                    |
| Datos según el nomenclátor publicado por el INE.                   |